# Хрисостом Авагянос
Хрисостом (на гръцки: Χρυσόστομος, Хрисостомос) е гръцки духовник, елевтеруполски митрополит от 2004 година.

## Биография
Роден е в 1947 година в Месагрос на Лесбос, Гърция със светското име Йоанис Авагянос (Ιωάννης Αβαγιανός). Завършва теология в Атинския университет. Ръкоположен е за дякон през 1973 г. и за презвитер през 1977 година. Служи като проповедник в Леринската и Митилинската епархия, като и в Атинската архиепископия. По-късно работи в църковното училище Ризарио като свещеник, директор на интерната и учител. На 26 април 2004 година Светият Синод го избира за митрополит в Правища (Елевтеруполи).